# 2011年世界游泳锦标赛科威特参赛运动员
由于国际奥委会的禁赛令，2011年世界游泳锦标赛来自科威特的运动员只能以个人身份参赛，不能使用本国的国旗和国歌。“代表团”旗帜使用国际泳联会旗。参赛项目包括跳水和游泳等。

## 奖牌榜
| 名次 | 代表团       | 金牌 | 银牌 | 铜牌 | 总数 |
| ---- | ------------ | ---- | ---- | ---- | ---- |
| -    | 科威特运动员 | 0    | 0    | 0    | 0    |